# Doge-1
DOGE-1 è una missione CubeSat pianificata dalla Geometric Energy Corporation.La missione è finanziata interamente con la criptovaluta Dogecoin, famosa per il suo popolare meme "Doge". DOGE-1 è in fase di sviluppo da parte della Geometric Energy Corporation, che ha annunciato il progetto nel maggio 2021. Il satellite sarà lanciato a bordo di un razzo SpaceX Falcon 9 e sarà utilizzato per raccogliere "intelligenza spaziale lunare" tramite sensori a bordo e telecamere. La missione prevede il lancio di un satellite di piccole dimensioni (40 kg) in orbita lunare per esplorare la Luna e mostrare immagini e arte digitale su uno schermo che sarà trasmesso sulla navicella lunare e poi ritrasmesso sulla Terra. Secondo Samuel Reid, uno schermo in miniatura sul satellite DOGE-1 mostrerà annunci pubblicitari, immagini e loghi, che saranno successivamente trasmessi sulla Terra.

## Scopo
Il CubeSat DOGE-1 è un satellite leggero e di dimensioni ridotte equipaggiato con sensori e telecamere per catturare immagini e dati della superficie lunare al fine di migliorare la nostra comprensione della geologia lunare, dell'ambiente e delle risorse potenziali. Il principale scopo di Doge-1 è trasmettere pubblicità, loghi e immagini sullo schermo del satellite Doge-1, che orbiterà attorno alla Luna. Le immagini dello schermo saranno catturate dalle telecamere installate e trasmesse sulla Terra, da dove verranno trasmesse su piattaforme streaming come Twitch e YouTube.

## Effetti del lancio
Jackson Palmer, uno dei creatori di Dogecoin, si è mostrato insoddisfatto all'annuncio della missione DOGE-1. Questo sentimento è scaturito sia dal suo sempre maggiore disinteresse verso le criptovalute, sia dalle sue preoccupazioni sulle intenzioni di Elon Musk riguardo a Dogecoin. Palmer ritiene che Elon Musk sfrutti la sua piattaforma X (al tempo Twitter) per promuovere schemi piramidali nel contesto delle criptovalute.

## Pubblicità spaziale
DOGE-1 include un pannello pubblicitario spaziale che ospita immagini pubblicitarie poi catturate da una telecamera montata sul satellite e trasmesse sulla Terra. La visualizzazione è controllata utilizzando richieste tokenizzate del protocollo Xi. Per controllare l'immagine sulla visualizzazione spaziale, cinque richieste tokenizzate (Rho, Beta, Gamma, Kappa e Xi) saranno responsabili, rispettivamente, di cinque parametri, che sono altezza, larghezza, luminosità, tonalità e tempo di posizionamento sullo schermo. Strutturalmente, questo potrebbe assomigliare a una bacheca, come The Million Dollar Homepage o r/place.

## Data di lancio
Il lancio di DOGE-1 è stato annunciato da Elon Musk su Twitter il 10 maggio 2021 come carico utile sulla missione Nova-C/IM-1, una missione congiunta tra Intuitive Machines e la NASA. La missione Nova-C è stata ripetutamente posticipata dal fornitore di lanci di Intuitive Machines, SpaceX, che ha anche rinviato il lancio di DOGE-1. Il lancio della missione IM-1 e, insieme ad essa, del cubesat DOGE-1, è stato rinviato più volte, tuttavia nel febbraio 2024, quando è partita la missione IM-1, Doge-1 non era ancora pronto e non è stato lanciato assieme al lander di Intuitive Machines.
Il 28 novembre 2023, DOGE-1 è stato approvato dalla FCC. Numero di file 0083-EX-CN-2022. Ricerca disponibile qui: https://www.fcc.gov/oet/ntia-applications
Nello stesso giorno l'NTIA ha approvato la licenza di DOGE-1 accettando tutte le condizioni. Numero di file 0083-EX-CN-2022 consultabile qui: https://www.ntia.doc.gov/webcoord/